# Bergkirche Höhn
Die evangelisch-lutherische Bergkirche im oberfränkischen Höhn, einem Stadtteil von Neustadt bei Coburg im Landkreis Coburg, wurde im Jahr 1910 eingeweiht.

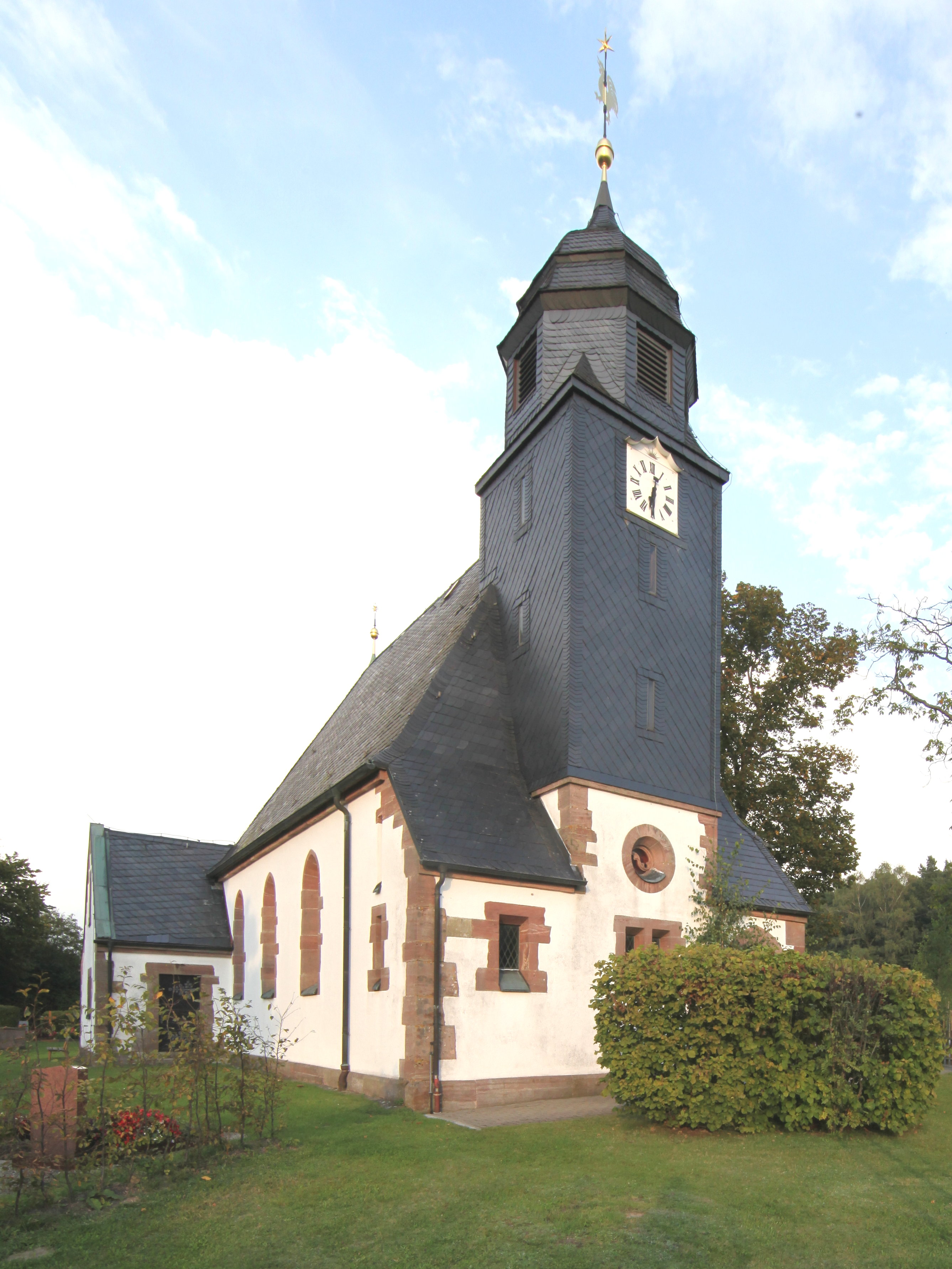
Bergkirche in Höhn

## Geschichte
Die vier auf einer Hochebene gelegenen Orte Brüx, Höhn, Rüttmannsdorf und Weimersdorf gehörten seit der Reformation und der großen Kirchenvisitation 1528 zum Kirchensprengel von Neustadt. Aufgrund der Wegstrecke von etwa sechs Kilometern nach Neustadt kam im 19. Jahrhundert der Wunsch nach einem eigenen Gotteshaus auf. 1906 legten die damaligen  Gemeinden mit rund 320 Einwohnern zwischen Höhn und Brüx einen Friedhof an. Dem Bau einer Kirche stimmte 1909 die herzogliche Verwaltung zu, nachdem die Finanzierung durch Spenden sichergestellt war. Der Grundstein der Bergkirche wurde am 25. Juli 1909 am Friedhof gelegt. Der Neustadter Maurermeister Bossecker und der Wildenheider Zimmermeister Schubert führten die Rohbauarbeiten aus.
Dem Richtfest am 13. August 1910 folgte die Einweihung am 30. Oktober 1910 in Anwesenheit des Herzogspaars Carl Eduard und Viktoria Adelheid. Es war der letzte Kirchenneubau im Herzogtum Sachsen-Coburg. Die Kirche entstand unter Leitung des Coburger Regierungs- und Baurates Artur Philibert nach einer Zeichnung des Kirchenbaumeisters Robert Leibnitz aus Berlin. Die Baukosten trug der geheime Hofrat Renné aus Berlin.
1912 folgte die Umpfarrung von Neustadt zur neuen Pfarrei Mönchröden. Da auf einem Gemeindegrundstück errichtet, ging die Bergkirche in das Eigentum der vier Kommunen über. Mit der Eingemeindung der vier Bergdörfer nach Neustadt zum 1. Mai 1978 wurde Neustadt Eigentümer der Kirche und für den baulichen Unterhalt zuständig. Die Stadt schloss am 3. November 1981 einen Nutzungsvertrag mit der evangelisch-lutherischen Kirchengemeinde der Christuskirche in Rödental ab.
In den Jahren 1959/1960 ließ die Gemeinde die Kirche renovieren und umbauen. Dabei wurden unter anderem im Altarraum für eine bessere Beleuchtung an Stelle von zwei kleinen Fenstern neue Glasbausteinfenster eingebaut und das zuvor dunkelblaue Gewölbe mit Sternen wurde weiß gestrichen. Die Kosten betrugen einschließlich eines Kruzifixes des Münchner Bildhauers Traxler 23.000 Deutsche Mark. Die Neueinweihung war am 30. Oktober 1960. Im Jahr 1982 wurden die Fassade und das Dach saniert und die Obergeschosse des Glockenturmes verschiefert. 1990 folgte der Tausch der bauzeitlichen, mechanischen Turmuhr gegen eine elektrische Funkquarzuhr.
Auf Anregung des damaligen Landrats Klaus Groebe fand im Jahr 1966 erstmals am Abend des zweiten Weihnachtsfeiertags die so genannte Thüringenmette statt, die der Brüder und Schwestern jenseits der innerdeutschen Grenze gedachte, die in rund einem Kilometer Entfernung lag. Im Rahmen eines Dankgottesdienstes wurde die Mette letztmals 1990 abgehalten. Im Jahr 2023 übernahm die evangelische Kirchenstiftung Neustadt die Bergkirche von der Stadt Neustadt bei Coburg.

## Beschreibung

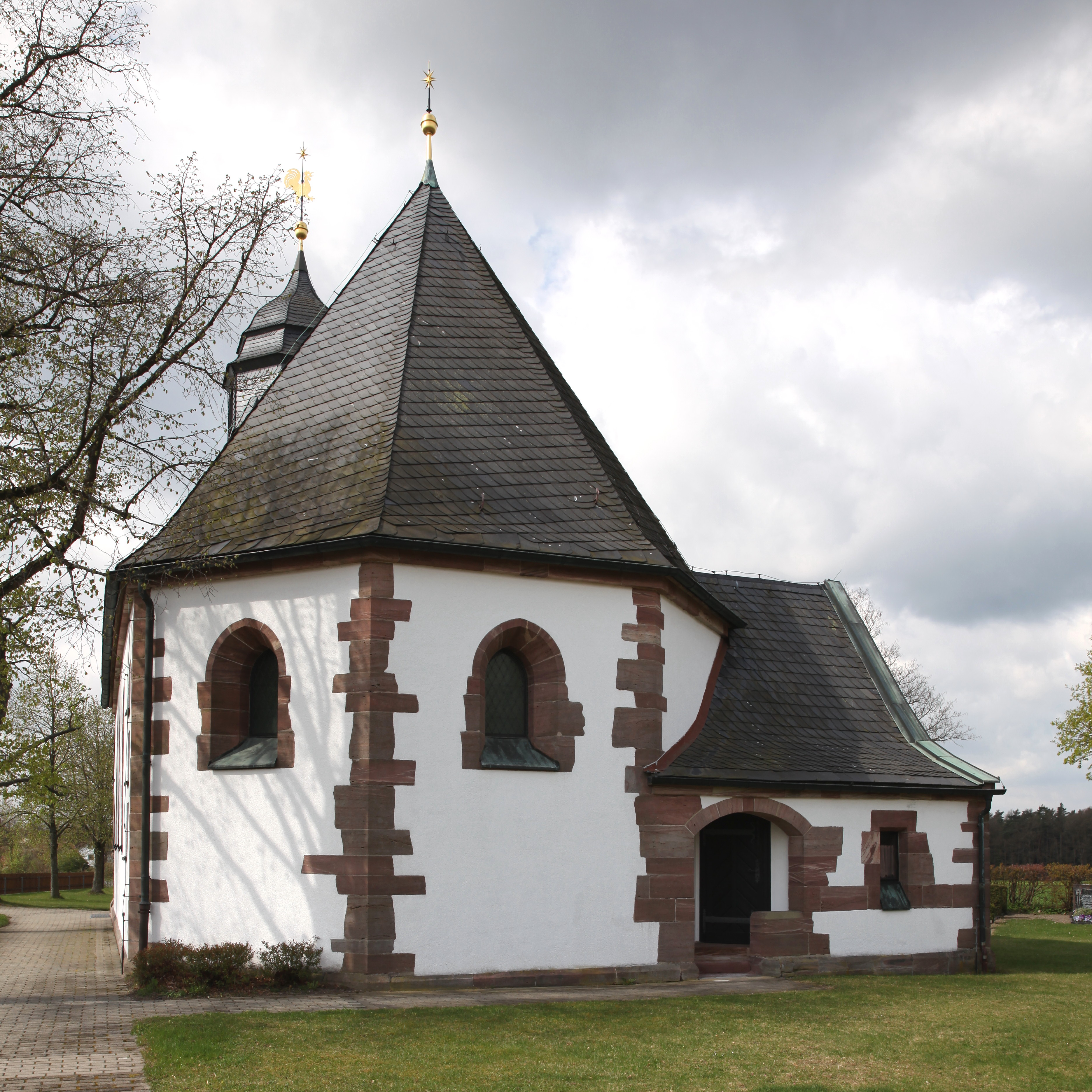
Chorfassade

Die im historisierenden Stil gestaltete Kirche hat ein rechteckiges Kirchenschiff, das ein holzverschaltes Tonnengewölbe überspannt. Der nach Nordost ausgerichtete Chor ist nicht eingezogen und polygonal geschlossen. Er besteht im Grundriss aus fünf Seiten eines Achtecks, das von einem Faltwerk überspannt wird. In dem 16 Meter hohen Kirchturm hängen drei Glocken. Die Dächer und der Kirchturm sind mit Schiefer gedeckt und die Fassade ist weiß verputzt sowie an den Kanten mit roten Sandsteinen gegliedert.
Vier Buntglasfenster, die die Coburger Firma Knoch & Lysek entwarf und gestaltete, zeigen Herzog Carl Eduard in mittelalterlicher Rüstung mit dem Krönungsmantel im Gebet, ihm gegenüber seine Frau Viktoria Adelheid in der Tracht zur Zeit der Minnesänger, außerdem Christus und Johannes.

## Glocken
Beim Bau der Kirche wurden drei Glocken aufgehängt, die bei der Apoldaer Glockengießerei Schilling gegossen wurden. Die größte Glocke hat eine Masse von elf Zentnern und trägt die Inschrift „Gegossen unter der Regierung Seiner Königlichen Hoheit des Herzogs Carl Eduard und Ihrer Königlichen Hoheit der Herzogin Viktoria Adelheid von Sachsen-Coburg-Gotha“. Im Verlauf des Ersten Weltkrieges mussten 1915 die beiden kleineren Glocken zum Einschmelzen abgehängt werden (→ Glockenfriedhof). Das gleiche Schicksal hatten die beiden Ersatzglocken, die 1929 gegossen und im Verlauf des Zweiten Weltkrieges 1942 abgegeben wurden. Eine neue Gebets- und Ruferglocke, mit fünf Zentnern Masse und der Inschrift aus dem Buch Jeremia „O Land, Land, Land, höre des Herrn Wort!“ und eine Friedensglocke mit dreieinhalb Zentnern Masse und der Inschrift „Er ist unser Friede“ wurden 1960 geweiht.

## Orgel
Anfangs befand sich in der Kirche ein Harmonium, das 1956 durch ein anderes Instrument ersetzt wurde. Im Jahr 1967 erwarb die Kirchengemeinde für 9.000 DM aus Bremen eine gebrauchte Orgel von Walcker. 1980 folgte eine Sanierung und Erweiterung für 15.000 DM.